# Jeremy Barnes
Jeremy Barnes (Albuquerque, 18 december 1976) is een Amerikaans muzikant. Naast drummen voor Neutral Milk Hotel richtte hij de folkgroep A Hawk and a Hacksaw op, waarin hij accordeon speelt.

## Biografie
Jeremy Barnes ontmoette Julian Koster tijdens een concert in Albuquerque. Enkele jaren later stuurde Barnes een brief aan Koster en gaf hij aan ongelukkig te zijn met zijn studentenleven in Chicago. Koster raadde Barnes aan om de universiteit te verlaten en zich als drummer bij zijn nieuwe groep Neutral Milk Hotel te voegen. Barnes bleef de vaste drummer van de groep tot deze in 1999 werd opgeheven.
Na zijn periode bij Neutral Milk Hotel kreeg Barnes interesse in Oost-Europese muziek. Met zijn latere vrouw Heather Trost richtte hij de folkgroep A Hawk and a Hacksaw op. Daarnaast assisteerde hij Zach Condon met het opstarten van zijn groep Beirut. In 2013 kwamen de leden van Neutral Milk Hotel tijdelijk weer bij elkaar voor een tournee dat in 2015 werd afgewerkt.